# Bitka pri Van Creeku
Bitka pri Van Creeku je bil majhen spopad 11. februarja 1779 blizu Elbertona v Georgii, med ameriško revolucionarno vojno. Približno 100 patriotov milice je poskušalo ustaviti lojalistično silo približno 600 mož, da bi prečkala reko Savannah in se srečala z britanskimi silami, ki so nedavno zavzele Augusto v Georgiji. Lojalistična sila je uspela obkoliti in premagati patriotsko milico ter prečkati reko. Vendar so lojalisti izgubili približno 100 mož, skoraj vse zaradi dezertacij in nekaj dni kasneje utrpeli lasten poraz in nadaljnje izgube v bitki pri Kettle Creeku.